# Beringstraßentunnel

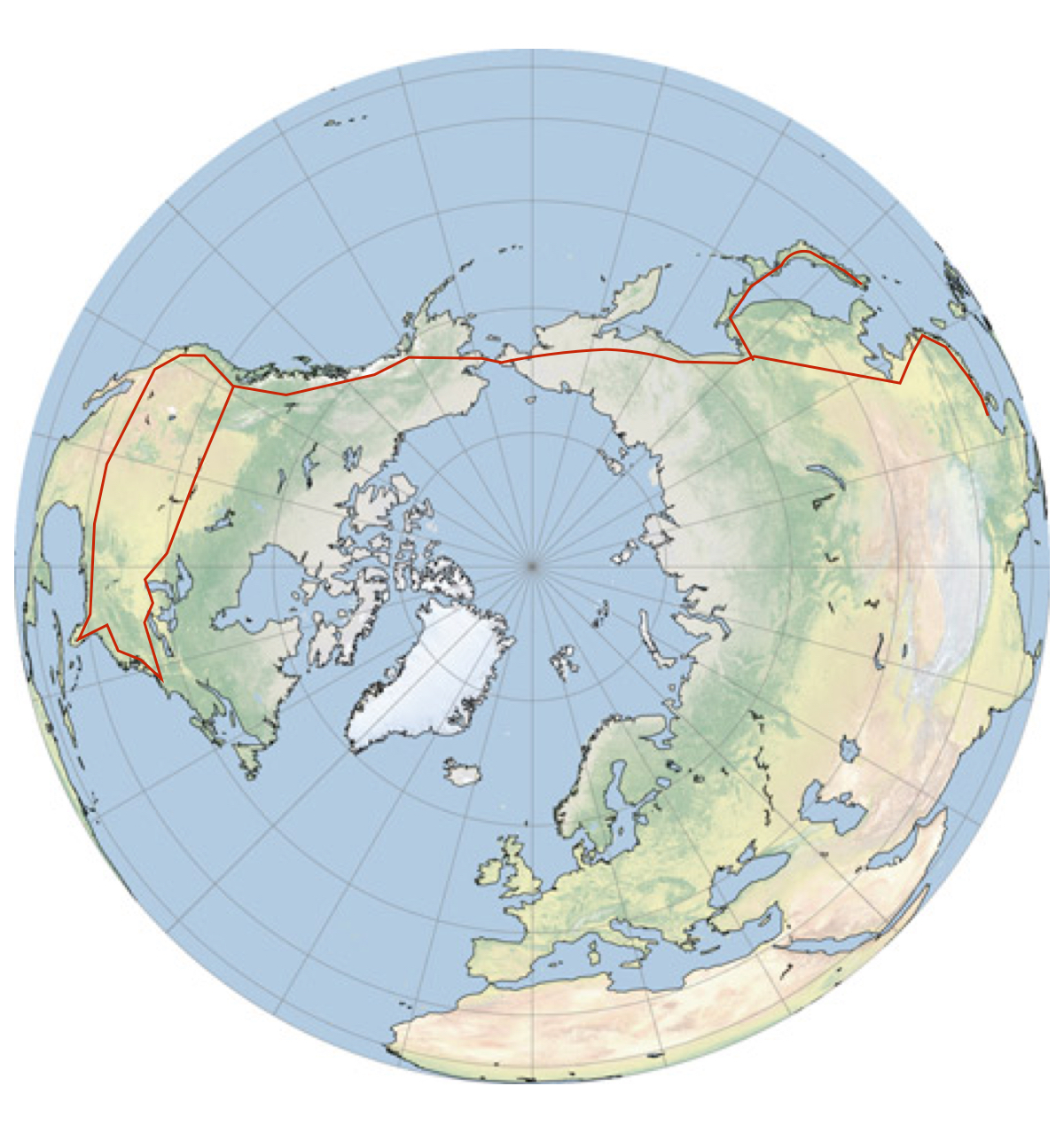
Beringstraße und Nordpol

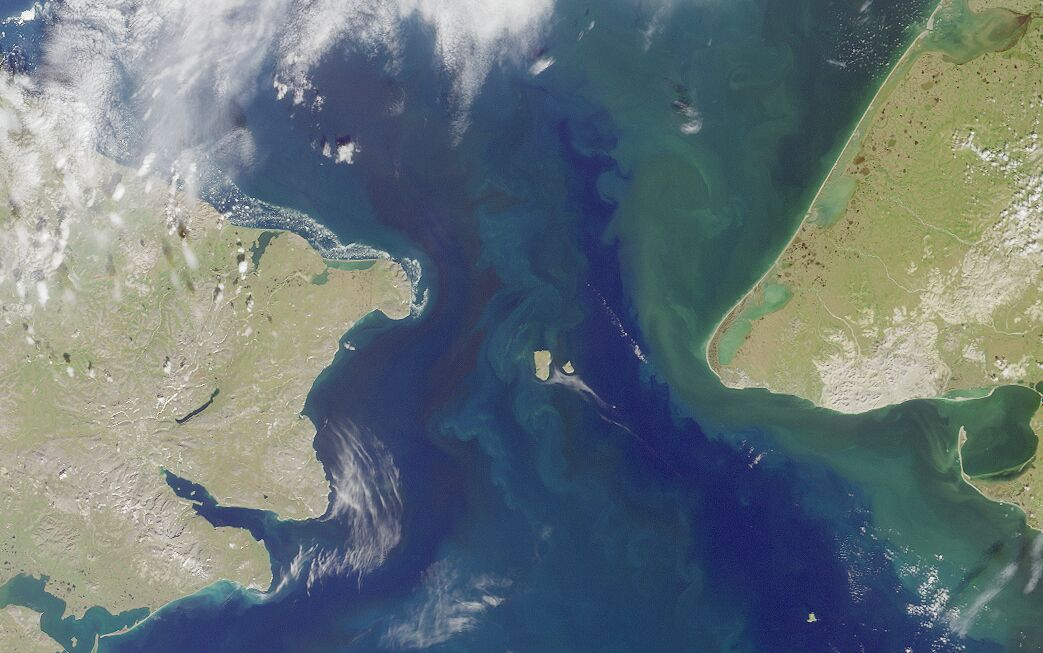
Satellitenbild der Beringstraße, an deren engster Stelle der geplante Tunnel verlaufen könnte

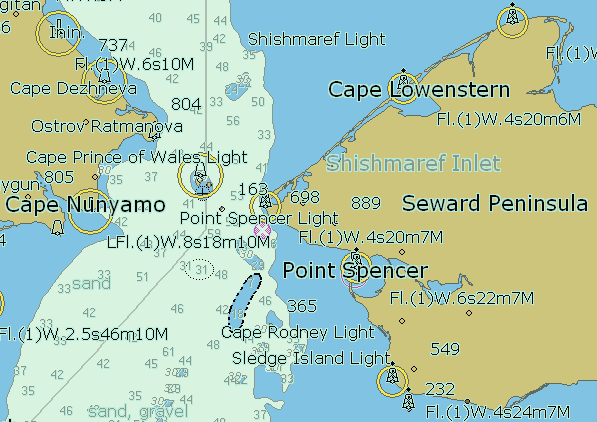
Seekarte der Beringstraße

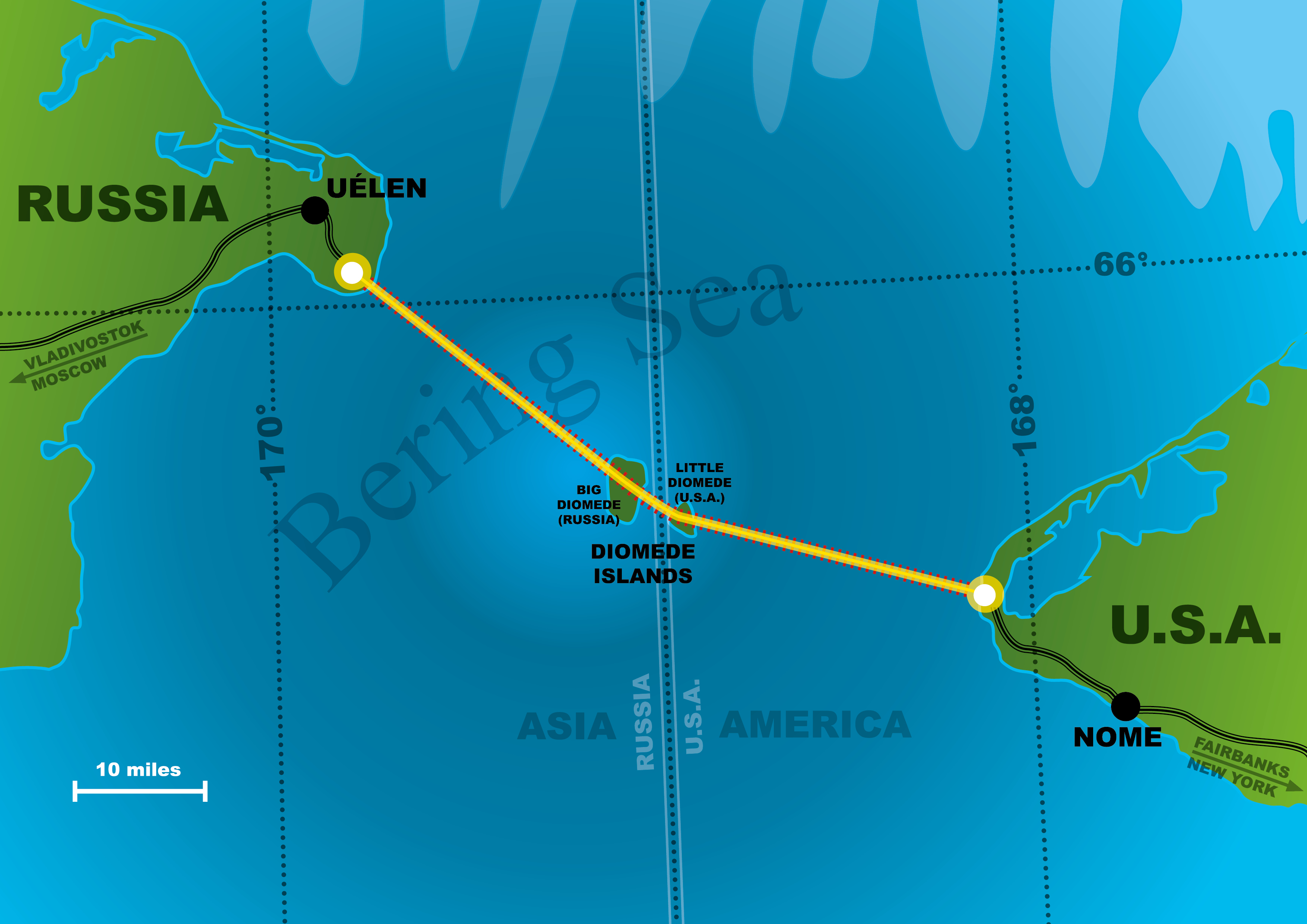
Möglicher Tunnelverlauf oder Brückenverlauf in der Beringstraße

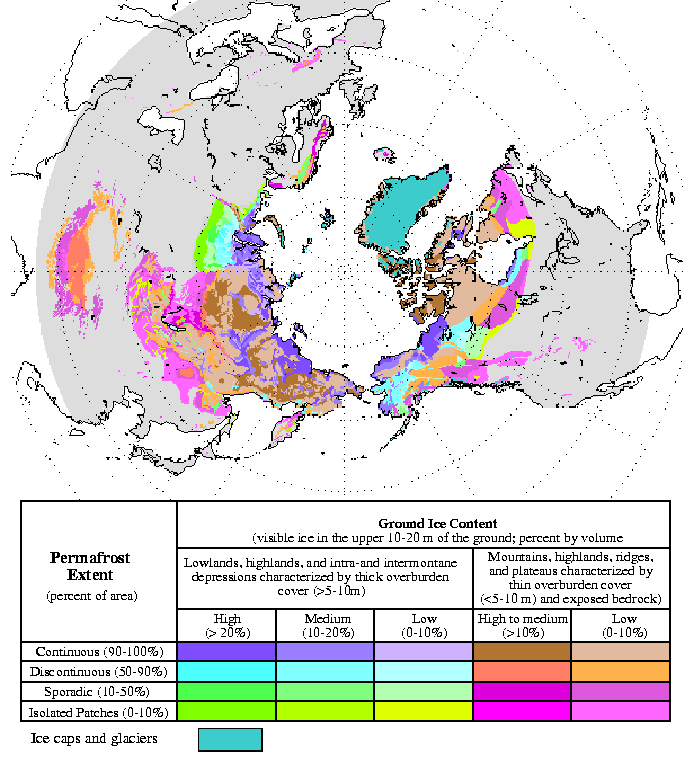
Karte der Permafrostböden

Der Beringstraßentunnel ist eine wiederholt geplante Verkehrsverbindung zwischen der russischen Tschukotka und dem US-amerikanischen Alaska. Erste Pläne für einen Tunnel unter der Beringstraße stammen aus dem Jahr 1905. Die Planungen von 2007 sehen den rund 100 Kilometer langen Tunnel als Teil einer 6000 Kilometer langen Verkehrstrasse zwischen Jakutsk und Alaska, die sowohl eine breitspurige Hochgeschwindigkeitsbahnstrecke und eine Autobahn als auch Stromleitungen, Pipelines und Datenkabel beinhalten sollte. Eine mögliche Trasse quert die Beringstraße über die Diomedes-Inseln.

## Historischer Vorläufer
Der französische Ingenieur Loic de Laubel schlug 1905 erstmals einen rund 103 Kilometer langen Tunnel vor, der Russland mit seiner 1867 für 7,2 Millionen Dollar an die Vereinigten Staaten verkauften ehemaligen Kolonie Russisch-Amerika, heute Alaska, verbinden sollte. Im Jahr 1906 hatte ein Konsortium aus amerikanischen, französischen und russischen Unterstützern bereits 6 Millionen Dollar gesammelt. Nikolaus II., der letzte Zar Russlands, gab seine Zustimmung; der Tunnel erschien ihm (er galt damals als reichster Mensch der Welt) aber zu teuer. Nach Beginn des Ersten Weltkriegs und der Oktoberrevolution (1917) ruhte das Projekt.

## ProjektideeTKM-World Link
Im April 2007 wurde ein Wirtschaftsprojekt mit dem Namen TKM-World Link (Russisch: ТрансКонтинентальная магистраль, TransKontinentale Magistrale) zur Untertunnelung der Beringstraße angekündigt. Nach seinerzeitigen Planungen des Rats für Produktionskräftestudien im russischen Wirtschaftsministerium und bei der russischen Wissenschaftsakademie könnte das Gesamtprojekt innerhalb von 10 bis 15 Jahren zu realisieren sein. Die Baukosten wurden auf 65 Milliarden Dollar veranschlagt. Der geplante Tunnel hätte eine Länge von 104 Kilometern, rund doppelt so lang wie der Ärmelkanaltunnel. Er soll an der engsten Stelle der Beringstraße (beide Küsten liegen dort 82,4 Kilometer auseinander) rund 80 Meter unterhalb des Meeresgrundes verlaufen und sowohl eine breitspurige Eisenbahntrasse als auch eine Autobahn beherbergen. Auch Stromleitungen, Pipelines und Datenkabel sind geplant. Jährlich könnten 70 Millionen Tonnen Fracht durch den Tunnel transportiert werden.
Noch im Jahr 2001 äußerte sich der damalige russische Minister für Eisenbahnen, Nikolai Aksjonenko, skeptisch über das Projekt und schätzte die Realisierbarkeit mit den Worten „eher zum Mars als nach Alaska“ als sehr gering ein. Das Problem sah er dabei nicht nur im Tunnelbau unter der Beringstraße, sondern auch in der Tatsache, dass auf beiden Seiten des Tunnels noch über 1000 Kilometer Schienenanbindung auf Permafrostboden gebaut werden müssten (siehe dazu Polarkreiseisenbahn).
Der Tunnel soll nach seiner Fertigstellung zu jeweils 25 Prozent im Besitz des russischen Staates und der Vereinigten Staaten bleiben, die restlichen Anteile an private Investoren und internationale Finanzagenturen gehen. Zu den möglichen Investoren zählen nach Angaben des russischen Wirtschaftsministeriums die Russische Eisenbahn und der Pipeline-Betreiber Transneft. Auch chinesische, japanische und südkoreanische Investoren haben bereits Interesse an dem Projekt bekundet.
Nach Presseberichten gab der russische Präsident Dmitri Medwedew im August 2011 „grünes Licht“ für den Tunnelbau.

## Chinesische Idee von 2014
Im Mai 2014 wurde berichtet, dass chinesische Ingenieure die Idee geäußert hätten, einen Tunnel unter der Beringstraße und eine 13.000 Kilometer lange Strecke für Hochgeschwindigkeitszüge mit einem Höchsttempo von 350 Kilometern pro Stunde von Nordostchina über Ostsibirien, Alaska und Kanada in die Vereinigten Staaten zu bauen. Technisch sei dies heute möglich, und Russland würde ein solches Projekt unterstützen. Die Fahrt würde weniger als zwei Tage dauern.